# Friedrich Eisenlohr (Mathematiker)

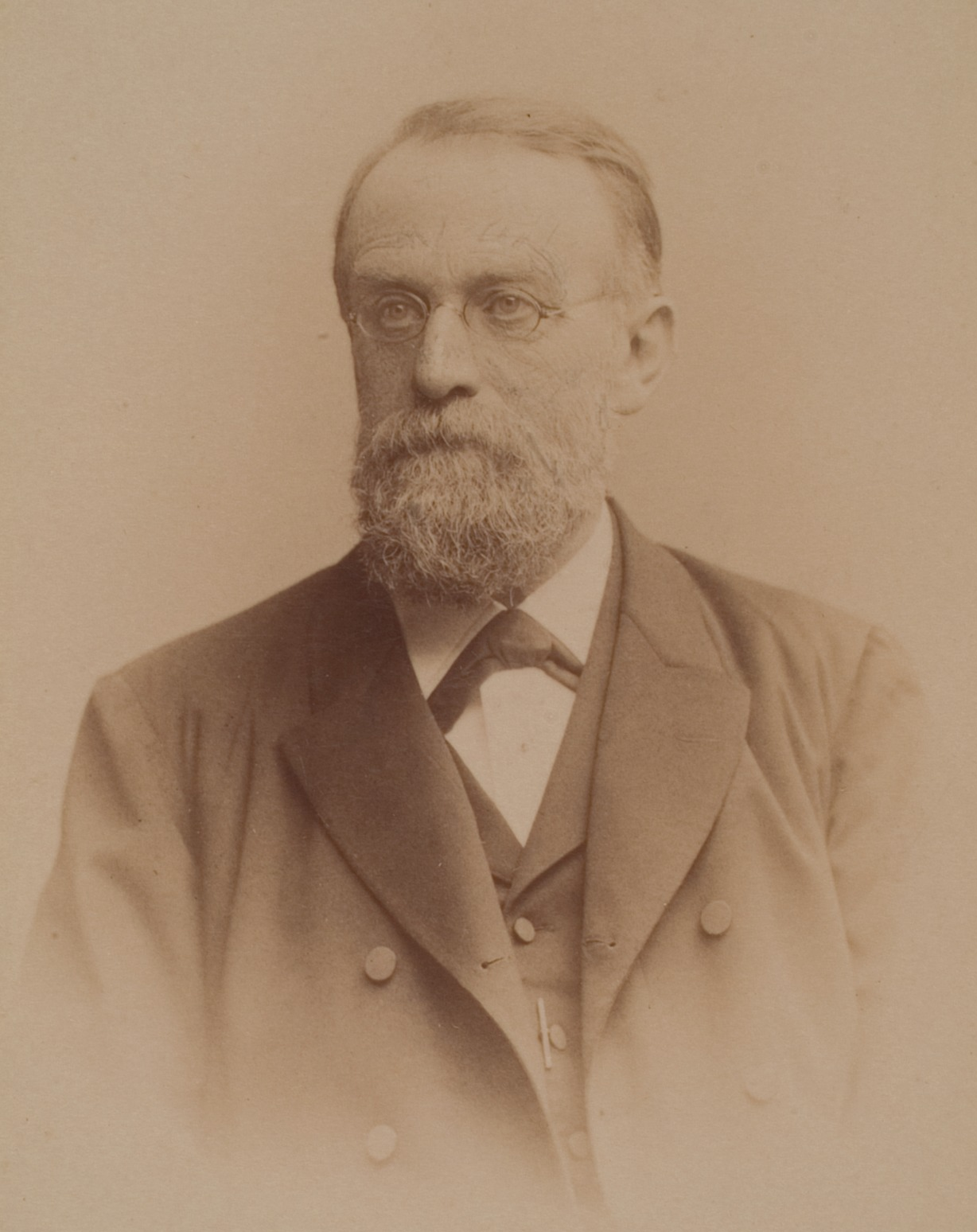
Friedrich Eisenlohr

Friedrich Eisenlohr (* 16. Juli 1831 in Mannheim; † 21. Juli 1904 in Heidelberg) war ein deutscher Mathematiker.

## Leben
Ab 1849 studierte er in Göttingen, Berlin und Heidelberg, wo er 1853 zum Dr. phil. promoviert wurde. Zwei Jahre später erfolgte seine Habilitation und 1872 wurde er in Heidelberg a.o. Professor. Friedrich Eisenlohr ruht auf dem Heidelberger Bergfriedhof.
Sein Bruder war der Ägyptologe August Eisenlohr.

## Veröffentlichungen
- Über das Verhältnis der Schwingungsrichtung des Lichtes zur Polarisationsebene und die Bestimmung dieses Verhältnisses durch die Beugung. In: Poggendorffs Annalen der Physik und Chemie. Neue Reihe, Band 104, 1858, S. 337–346.
- Ableitung der Formeln für die Intensität des an der Oberfläche zweier isotropen Mittel gespiegelten, gebrochenen und gebeugten Lichtes. In: Annalen der Physik und Chemie. Neue Reihe, Band 104, 1858, S. 346–376
- Über die Erklärung der Farbenzerstreuung und des Verhaltens des Lichtes in Krystallen. In: Annalen der Physik und Chemie. Neue Reihe, Band 109, 1860, S. 215–244
- Über Flächenabbildung. In: Journal für die reine und angewandte Mathematik. Band 72, 1870, S. 143–153
- Kritische Zeitschrift für Chemie, Physik und Mathematik. hrsg. in Heidelberg von A. Kekule, F. Eisenlohr, G. Lewinstein und M. Cantor, Verlag  F. Enke, Erlangen 1858